# Campeonato Paulista de Futebol de 1982
O Campeonato Paulista de Futebol de 1982 foi a 42.ª edição do campeonato organizado pela Federação Paulista de Futebol. Teve o Corinthians como campeão, o São Paulo como vice e Casagrande, da equipe campeã, como artilheiro, com 28 gols marcados.

## Regulamento
Na primeira fase, os vinte clubes jogaram todos contra todos, em turno e returno. O último colocado na classificação somada dos turnos foi rebaixado, com o penúltimo disputando o "rebolo" contra o vice-campeão da Divisão Intermediária. Cada turno teve contagem de pontos independente, e, se um mesmo clube vencesse os dois turnos, seria automaticamente declarado campeão, sem a necessidade de disputa de finais. Nesse caso, caso houvesse vice-campeões em cada turno, estes se enfrentariam em dois jogos, para decidir quem seria o segundo colocado do campeonato. Caso um mesmo time fosse o segundo colocado nos dois turnos, ele seria proclamado vice-campeão do torneio. No caso de uma segunda fase, havia quatro possibilidades:
- Quatro times diferentes ocupam as duas primeiras colocações de cada turno — O primeiro colocado do primeiro turno enfrentaria o segundo colocado do segundo, e o segundo colocado do primeiro turno enfrenta o primeiro colocado do segundo. Os vencedores dos dois confrontos enfrentar-se-iam nas finais.
- Dois times diferentes ganham os turnos e um mesmo time fica em segundo lugar nos dois turnos — O campeão de turno que tivesse feito menos pontos enfrentaria o segundo colocado. O vencedor desse confronto enfrentaria o campeão de turno que tivesse feito mais pontos.
- Um time ganha um dos turnos e fica em segundo lugar no outro, enquanto dois clubes diferentes ocupam os postos restantes — Esses dois clubes enfrentar-se-iam em jogos de ida e volta. O vencedor desse confronto enfrentaria o campeão de turno que também tivesse garantido uma segunda colocação.
- Um time ganha o primeiro turno e fica em segundo lugar no returno, enquanto um time diferente fica em segundo lugar no primeiro turno e ganha o returno — Foi essa possibilidade que acabou ocorrendo (o Corinthians ganhou o primeiro turno e ficou em segundo lugar no returno, com o São Paulo ganhando o segundo turno após ficar em segundo lugar no primeiro). Os dois clubes se enfrentariam em dois jogos nas finais.

Apesar dessa complicação, o regulamento era considerado muito mais simples que o do ano anterior.
Os critérios de desempate eram, pela ordem: número de vitórias, confronto direto, saldo de gols, número de gols pró e sorteio.